# Arroyo San Francisco
El Arroyo San Francisco es un curso de agua de 15 km de extensión que atraviesa los partidos de Quilmes y Almirante Brown. El arroyo nace en la localidad de Burzaco, a unos 50 metros de su límite con Claypole (Av. República Argentina), luego hace un pequeño recorrido a cielo abierto por esta última localidad atravesando las avenidas Monteverde, 2 de Abril y Adolfo Alsina, hasta llegar a las vías del Ferrocarril General Roca. Una vez atravesadas, a 50 metros de las mismas el arroyo es entubado para que pase por debajo del Cementerio Municipal del Partido de Almirante Brown, para luego de unos metros volver a salir a cielo abierto, atravesando las avenidas San Martín y Donato Álvarez. Una vez atravesada esta última, el arroyo penetra en el Partido de Quilmes, donde se intensifica mucho más su caudal. Unos kilómetros más adelante, el arroyo atraviesa el Camino General Belgrano y la Ruta Provincial 49, corriendo en paralelo con el Arroyo Santo Domingo. Unos 3 kilómetros adelante, cerca del límite con el Partido de Avellaneda, el arroyo se bifurca con el Arroyo Santo Domingo, finalizando así su recorrido.
- Datos: Q56377607